# Damien Fleurot
Damien Fleurot est un journaliste français, né le 12 mai 1979.

## Biographie
Damien Fleurot débute en 2004 comme journaliste sur la chaine LCI.
Il est journaliste rédacteur à la rédaction de BFM Business de mars 2005 à novembre 2005.
Il quitte BFM Business pour le tout début de la chaine BFM TV, où il couvre le quinquennat de Nicolas Sarkozy, puis le parti Les Républicains de juin 2012 à janvier 2015[réf. nécessaire]. Il devient rédacteur en chef adjoint de BFM TV où entre autres il intervient en plateau et organise les éditions spéciales. Il coordonne l'éditorial avec les différentes antennes du groupe (RMC, BFM Radio, et BFMTV.com). Il quitte la chaine en juillet 2018.
À la rentrée 2018, il devient chef du service politique sur CNews, où il est chargé de gérer les équipes sur le terrain entre l'Élysée, l'Assemblée nationale... Il est co-animateur de l'émission Le Grand Rendez-vous en partenariat avec Europe 1 et Les Échos. Il présente l'émission l'Heure des choix du lundi au vendredi de 16h à 17h. Il quitte la chaîne en juin 2021.
En avril 2021, il est candidat à la présidence de Public Senat, attribuée à Christopher Baldelli, et revient sur LCI comme rédacteur en chef adjoint (TF1 LCI). Il intervient régulièrement en plateau.

## Ouvrage
En septembre 2021 Damien Fleurot a publié un essai politique coécrit avec Mathieu Souquière sous le titre 2022 la flambée populiste aux éditions Plon et en partenariat avec la fondation Jean-Jaurès.